# 924 (szám)
A 924 (római számmal: CMXXIV) egy természetes szám, binomiális együttható.

## A szám a matematikában
A tízes számrendszerbeli 924-es a kettes számrendszerben 1110011100, a nyolcas számrendszerben 1634, a tizenhatos számrendszerben 39C alakban írható fel.
A 924 páros szám, összetett szám, kanonikus alakban a 22 · 31 · 71 · 111 szorzattal, normálalakban a 9,24 · 102 szorzattal írható fel. Huszonnégy osztója van a természetes számok halmazán, ezek növekvő sorrendben: 1, 2, 3, 4, 6, 7, 11, 12, 14, 21, 22, 28, 33, 42, 44, 66, 77, 84, 132, 154, 231, 308, 462 és 924.
Tizenkétszögszám. Másodfajú Leyland-szám, tehát felírható {\displaystyle x^{y}-y^{x}} alakban.
A {\displaystyle _{12 \choose 6}} binomiális együttható értéke 924.
A 924 négyzete 853 776, köbe 788 889 024, négyzetgyöke 30,39737, köbgyöke 9,73996, reciproka 0,0010823. A 924 egység sugarú kör kerülete 5805,66322 egység, területe 2 682 216,409 területegység; a 924 egység sugarú gömb térfogata 3 304 490 616,4 térfogategység.